# Wissam Ben Yedder
Wissam Ben Yedder (Sarcelles, 12 d'agost del 1990) és un futbolista professional francès que juga com a davanter per l'AS Monaco. El seu sobrenom és «Benyebut», que incorpora but, (la paraula francesa per a ‘gol') al seu nom.

## Carrera professional
Va començar la seva carrera a l'equip amateur UJA Alfortville, fins que va ingressar al Toulouse el 2010. El 2015, va assolir la marca dels 50 gols a la Ligue 1 amb aquell equip, i va sobrepassar André-Pierre Gignac com al seu millor golejador en lliga del segle XXI. A nivell internacional, ha representat França amb les seleccions sub-21, i a futsal.

### Sevilla
El 30 de juliol de 2016, Ben Yedder va signar un contracte per cinc anys amb el Sevilla FC, per un traspàs de 9 milions d'euros.

## Estadístiques de la carrera

### Club
A 20 agost 2016
| Club            | Temporada     | Lliga   | Lliga | Copa    | Copa | Copa de la Lliga | Copa de la Lliga | Europa  | Europa | Altres  | Altres | Total   | Total |
| Club            | Temporada     | Partits | Gols  | Partits | Gols | Partits          | Gols             | Partits | Gols   | Partits | Gols   | Partits | Gols  |
| --------------- | ------------- | ------- | ----- | ------- | ---- | ---------------- | ---------------- | ------- | ------ | ------- | ------ | ------- | ----- |
| UJA Alfortville | 2009–10       | 23      | 9     | 0       | 0    | —                | —                | —       | —      | —       | —      | 23      | 9     |
| Toulouse FC     | 2010–11       | 4       | 0     | 1       | 0    | —                | —                | —       | —      | —       | —      | 5       | 0     |
| Toulouse FC     | 2011–12       | 9       | 1     | 1       | 0    | 1                | 0                | —       | —      | —       | —      | 11      | 1     |
| Toulouse FC     | 2012–13       | 34      | 15    | 2       | 0    | 1                | 0                | —       | —      | —       | —      | 37      | 15    |
| Toulouse FC     | 2013–14       | 38      | 16    | 2       | 0    | 2                | 1                | —       | —      | —       | —      | 42      | 17    |
| Toulouse FC     | 2014–15       | 36      | 14    | 1       | 1    | 1                | 0                | —       | —      | —       | —      | 38      | 15    |
| Toulouse FC     | 2015–16       | 35      | 17    | 2       | 1    | 4                | 5                | —       | —      | —       | —      | 41      | 23    |
| Toulouse FC     | Total         | 156     | 63    | 9       | 2    | 9                | 6                | —       | —      | —       | —      | 174     | 71    |
| Sevilla FC      | 2016–17       | 1       | 1     | 0       | 0    | —                | —                | 0       | 0      | 1       | 0      | 2       | 1     |
| Sevilla FC      | Total         | 1       | 1     | 0       | 0    | —                | —                | 0       | 0      | 1       | 0      | 2       | 1     |
| Total carrera   | Total carrera | 180     | 73    | 9       | 2    | 9                | 6                | 0       | 0      | 1       | 0      | 199     | 81    |